# ستيف إيدي
ستيف إيدي (بالإنجليزية: Steve Eddy)‏ هو لاعب كرة قاعدة أمريكي، ولد في 21 أغسطس 1957 في سترلينغ في الولايات المتحدة.

## وصلات خارجية
- ستيف إيدي على موقعبيزبول رفرنس.كوم (الدوري الرئيسي) (الإنجليزية)